# Johannes Schildt
Henrik Johannes Schildt, född 10 juli 1988 är en svensk entreprenör och företagsledare. Han är mest känd i sin roll som grundare (2014), verkställande direktör (mellan 2014 och 2024) och sedermera styrelseordförande för vårdföretaget Kry.

## Biografi
Schildt är son till regissören Peter Schildt och manusförfattaren Christina Herrström. Under sin uppväxt medverkade han som barnskådespelare i föräldrarnas TV-produktioner så som SVT:s Glappet.
Som 18-åring började han 2006 att arbeta på spelföretaget Stardoll, vilket inspirerade honom att fortsätta med en karriär inom teknik och entreprenörskap.
Schildt studerade företagsekonomi vid Stockholms universitet mellan 2009 och 2011, men tog inte ut en examen.
Efter att ha lämnat rollen som verkställande direktör i Kry 2024, annonserade Schildt 2025 att han startat det nya vårdbolaget Elfcare. Bolaget skulle fokusera på preventiv vård.